# Нілофар Сахі
Нілофар Сахі (перс. نيلوفر سخی) — афганська активістка, що бореться за мир, права людини та розвиток. Вона є колишнім виконавчою директоркою і виконавчою директоркою Американського університету Афганістану. Вона також є колишньою директоркою Фонду відкритого суспільства в Афганістані. Вона також є засновницею та колишньою виконавчою директоркою Асоціації жіночої діяльності та соціальних послуг (WASSA), першої жіночої неурядової організації в Гераті, Афганістан.

## Раннє життя та освіта
Нілофар Сахі має ступінь докторки філософії в Університеті Джорджа Мейсона. Вона також має ступінь магістерки з міжнародної публічної політики в Школі передових міжнародних досліджень Джона Хопкінса та магістр трансформації конфліктів та миротворчості в Східному менонітському університеті. Має ступінь бакалавра політології. Сахі є стипендіаткою програми Фулбрайт (2007).

## Кар'єра
Нілофар Сахі — науковиця-практикиня у галузі розвитку. Вона викладає в Університеті Джорджа Мейсона. Свою кар'єру Сахі розпочала як співробітниця політичної освіти в національній НУО в Пакистані Aurat Foundation. Сахі є засновницею та колишньою виконавчою директоркою національної неурядової організації WASSA, першої жіночої неурядової організації в Гераті, Афганістан, заснованої у 2002 році. Перебуваючи там, вона заснувала Центр аналізу та розв'язання конфліктів у WASSA у 2008 році. Сахі залишається головою ради WASSA. Вона є колишньою виконавчою директоркою Американського університету Афганістану та колишньою керівницею Відкритого суспільства Афганістану. До роботи на посаді директорки країни вона була старшою консультанткою з питань верховенства права, перехідного правосуддя, прав людини та прав жінок в Інституті відкритого суспільства в Афганістані. У 2010 році вона працювала співробітницею Міжнародного центру освіти толерантності та Ініціативи молодих лідерів Азії 21, а також у Національному фонді підтримки демократії Колумбійського університету. Вона також входить до Міжнародного керівного комітету в Афганістані: шляхи до миру.
На освяченні ICAWED Сахі була відзначена колишньою першою леді Сполучених Штатів Лорою Буш за її роботу щодо захисту прав жінок. Інститут також містить бібліотеку та ресурсний центр Лори Буш і фінансується коштом гранту в розмірі 5 мільйонів доларів від Цільової групи Міністерства оборони США з питань бізнесу та стабільності. Робота центру зосереджена на забезпеченні інструментів та ресурсів, необхідних для просування прав та можливостей жінок у бізнесі та уряді в Афганістані. Під час роботи в ICAWED вона зустрілася з кількома високопоставленими особами, включаючи держсекретаря Сполучених Штатів Джона Керрі Її робота була зосереджена в основному на відстоюванні на національному та міжнародному рівнях удосконалення державної політики, що стосується прав жінок і мирного економічного та політичний перехід.

Говорячи про майбутнє прав жінок в інтерв'ю «Голосу Америки», Сахі зазначила, що наступне покоління жінок має сильні приклади для наслідування в нинішньому афганському суспільстві,
«Дивлячись на жінок, які говорять про свої політичні права в парламенті, дивлячись на жінок, які вступають у бізнес і торгують у Малайзії та Дубаї, і дивлячись на жінок, які є успішними особистостями на міжнародному рівні, підвищуючи голоси в Афганістані. Це створює образ».

## Зовнішні джерела
- Center for the Study of Islam & Democracy
- Scripps Howard Foundation Wire
- Eastern Mennonite University